# Gerichtsbezirk Tschernembl
Der Gerichtsbezirk Tschernembl (slowenisch: sodni okraj Črnomelj) war ein dem Bezirksgericht Tschernembl unterstehender Gerichtsbezirk im Kronland Krain, genaugenommen in Unterkrain. Er umfasste Teile des politischen Bezirks Tschernembl (Črnomelj) und wurde 1919 dem Staat Jugoslawien zugeschlagen.

## Geschichte
Der Gerichtsbezirk Tschernembl entstand infolge eines Ministervortrags vom 6. August 1849, in dem die Grundzüge der Gerichtseinteilung festgelegt wurden. Nachdem im Dezember 1849 die Gebietseinteilung der Gerichtsbezirke sowie die Zuweisung der Gerichtsbezirke zu den neu errichteten Bezirkshauptmannschaften durch die „politische Organisierungs-Commission“ festgelegt worden war, nahmen die Bezirksgerichte der Krain per 1. Juni 1850 ihre Tätigkeit auf. Dem Bezirksgericht Tschernembl wurden durch die Landeseinteilung der Krain im März 1850 die 38 Katastralgemeinden Adlešči (Adleschitz), Bedenj (Weidendorf), Belč Verh (Weltschberg), Bojance (Bojanze), Brezje (Wresie), Butoraj (Wutarai), Čeplje (Tscheplach), Črnomelj (Tschernembl), Damel (Damel), Dobliče (Doblitsche), Dol (Thal), Dolenja Podgora (Unterberg), Golek (Golek), Griblje (Grüble), Hrast (Hrast bei Weinitz), Kleče (Kletsch), Kot (Winkel), Loka (Loka), Maverl (Maierle), Nova Lipa (Neulinden), Oberh (Oberch), Petrova Vas (Petersdorf), Planina (Stokendorf), Predgrad (Vornschloss), Preloka (Preloka), Radenci (Radenz), Sodevce (Schöpfenlag), Stará Lípa (Altlinden), Stari trg (Altenmarkt), Tanča Gora (Tanzberg), Telčji Verh (Kälbersberg), Tribuče (Tributsche), Učekovce (Utschakouze), Vrh (Schweinberg), Vinica (Weinitz), Vinji Vrh (Weinberg), Zastava (Sastowa) und Žuniče (Schunitsche) zugewiesen. Zusammen mit dem Gerichtsbezirk Möttling (Metlika) bildete der Gerichtsbezirk Tschernembl den Bezirk Tschernembl.
| Jahr | Fläche (km²) | Ein- wohner | Slowenisch- sprachige | Deutsch- sprachige |
| ---- | ------------ | ----------- | --------------------- | ------------------ |
| 1880 |              | 17.817      | 16.483                | 951                |
| 1890 |              | 16.946      | 15.811                | 739                |
| 1900 | 377,42       | 15.312      | 14.483                | 908                |
| 1910 | 377,32       | 14.095      | 13.010                | 748                |

Der Gerichtsbezirk wies 1880 eine anwesende Bevölkerung von 12.071 Personen auf, wobei 11.758 Menschen Slowenisch und 172 Menschen Deutsch als Umgangssprache angaben. 1910 wurden für den Gerichtsbezirk 14.095 Personen ausgewiesen, von denen 13.010 Slowenisch (92,3 %) und 748 Deutsch (5,3 %) sprachen. Nahezu die Hälfte aller deutschsprachigen Bewohner des Gerichtsbezirks lebten in der Gemeinde Stockendorf, die praktisch ausschließlich von Deutschsprachigen bewohnt wurde. Die übrigen Angehörigen der Minderheit leben vor allem in Döblitsch, Kälbersberg, Tscheplach und Tschernembl.
Durch die Grenzbestimmungen des am 10. September 1919 abgeschlossenen Vertrages von Saint-Germain wurde der Gerichtsbezirk Tschernembl zur Gänze dem Königreich Jugoslawien zugeschlagen.

## Gerichtssprengel
Der Gerichtssprengel Tschernembl umfasste infolge der Zusammenfassung der Katastralgemeinden zu Gemeinden 1910 die 21 Gemeinden Adlešči (Adleschitz), Butoraj (Wutarai), Čeplje (Tscheplach), Črnomelj (Tschernembl), Dobliče (Doblitsche), Dol (Thal), Dolenja Podgora (Unterberg), Dragatuš, Griblje (Grüble), Kot (Winkel), Loka (Loka), Planina (Stockendorf), Petrova Vas (Petersdorf), Radence (Radenze), Stari Terg (Altenmarkt), Talči Verh (Kälbersberg), Tanča Gora (Tanzberg), Tribuče (Tributsche), Verh (Scheinberg), Vinica (Weinitz) und Vinji Verh (Weinberg).